# Nachrichtenstelle für den Orient
Nachrichtenstelle für den Orient (forkortet: NfO) var en tysk propaganda- og efterretningsvirksomhed, som blev etableret af den tyske generalstab og udenrigsministeriet i fællesskab og som under 1. verdenskrig var aktiv i Mellemøsten og Britisk Indien.
Med ringe held forsøgte NfO at få muslimske soldater i britisk, fransk og russisk tjeneste til at desertere. Muslimske krigsfanger blev på foranledning af NfO indsat i den såkaldte Halvmånelejr (Halbmondlager) ved Berlin. Her blev muslimske skikke, såsom regler om spisning eller Ramadan omhyggeligt fulgt, og den første moske på tysk grund blev bygget til fangerne. "Gæstetalere" fra Tyrkiet forsøgte at agitere blandt fangerne og overtale dem til at skifte side.
NfO støttede nationalistiske strømninger i de mellemøstlige lande for derved at styrke den tyske stilling i Nærorienten og Transkaukasus og samtidig svække Ententen - dvs. Frankrig, Storbritannien og Rusland. Politiseringen af begrebet "Jihad“ i den islamiske verden kan bl.a. spores tilbage til NfO's aktiviteter. I grupperingerne omkring NfO blev begrebet "islamisme" ifølge Wolfgang G. Schwanitz ofte anvendt.
Aktiviteterne i NfO har haft betydning for Tysklands udenrigspolitik i Mellemøsten frem til i dag.[kilde mangler] I nationalstaterne Ægypten og Tyrkiet blev de derværende etnisk-nationalistiske bevægelser vigtige allierede for Tyskland,[kilde mangler] mens de etnisk blandede fransktalende og til del ikke-muslimske folk i Levanten - frem for alt i Syrien og Libanon, forblev fremmede og suspekte i tyske øjne.[kilde mangler]

## Historie og struktur

### Ide og udgangssituation
Forholdet mellem Tyskland og det Osmanniske Rige var særdeles godt i begyndelsen af det 20. århundrede. Mens de tyske militærmissioner sørgede for en modernisering af den tyrkiske hær, betød gennemførelsen af det tysk-osmanniske prestigeprojekt Bagdadbanen, at
også afsidesliggende dele af den multietniske stat blev nået. Den stadig stærkere stormagt Tyskland forsøgte på denne måde at vinde osmannerne som forbundsfæller. Det Osmanniske Rige var derimod i knæ. De europæiske stormagter talte om landet som Europas syge mand, på grund af de stadige økonomiske og politiske kriser. Det "orientalske spørgsmål", om det osmanniske rige fortsat ville bestå eller om det ville blive opløst og koloniseret, var et betydningsfuldt spørgsmål i den imperialistiske periodes udenrigspolitik.
I juli 1914 brød den 1. verdenskrig ud. Den tyske Orientalist og diplomat Max von Oppenheim (1860–1946) afleverede op denne baggrund et memorandum til det tyske udenrigsministerium i oktober 1914 med titlen: "Denkschrift betreffend die Revolutionierung der islamischen Gebiete unserer Feinde" (Memorandum om revolutionering af vore fjenders islamiske områder). Heri skrev han:
| Citat                            | I første række må vi i øjeblikket tænke på vores selvforsvar og udnytte islam til vore formål og så vidt muligt styrke den. […] Vore modstanderes perfiditet giver os desuden ret til at gribe til ethvert middel, som kan føre til revolution i de fjendtlige lande. | Citat |
| Max von Oppenheim, Oktober 1914. | |       |

Oppenheim havde indsamlet stor erfaring i det arabiske område som tysk diplomat og amatørarkæolog og blev anset for udenrigspolitisk ekspert vedrørende det osmanniske rige. Han så et stort potentiale i muligheden for at få araberne til at indlede en hellig krig (jihad, arab. جهاد) mod Tripelententen - Frankrig, Storbritannien og Rusland for derigennem at forbedre sin egen krigssituation. Oppenheim anså propagandatiltag og aktiviteter fra den tyske hær i det Osmanniske Rige for at være nødvendige forudsætninger for at starte revolutioner. Til at koordinere disse tiltag foreslog han etablering af en efterretningsvirksomhed, som skulle bestå af orientalister, personer med arabisk eller tyrkisk som modersmål samt uddannede lektorer og skulle udarbejde og distribuere "tilpassede sandfærdige krigsberetninger (opråb osv.)"

Oppenheims memorandum nåede via viceudenrigsminister Arthur Zimmermann frem til rigskansler Theobald von Bethmann Hollweg og kejser d Wilhelm 2. Mens kejseren, som lagde stor vægt på at få osmannerne som allierede, så med velvilje på planen, var meningerne delte i udenrigsministeriet. Især den liberale diplomat og orientekspert Friedrich Rosen, en modspiller til Oppenheim, advarede indtrængende mod at nære religiøs fanatisme. Da generalstaben under Helmuth von Moltke gav planen sin støtte blev "Nachrichtenstelle für den Orient" i november etableret af udenrigsministeriet og den politiske sektion i den stedfortrædende generalstab. Den blev ledet af diplomaten Rudolf Nadolny, som efter at Det osmanniske Rige den 3. november var trådt ind i krigen på Centralmagternes side var ansvarlig for samarbejdet mellem NfO og militæret.
NfO blev finansieret af udenrigsministeriets generelle pulje til propaganda. Den månedlige grundfinansiering udgjorde 5.000 guldmark, som blev suppleret med 3.000 guldmark fra en "eisernen Reservefonds für außergewöhnliche Aufgaben" (reservefond til usædvanlige opgaver). Dette beløb slog langt fra til, og derfor brugte Oppenheim også egne midler. Det tyske center for NfO bestod i starten af fem lokaler i det tyske koloniministerium i Berlin. De udvidede opgaver nødvendiggjorde dog snart en flytning til Tauentzienstraße 19a. Ved krigens slutning benyttede NfO 32 lokaler.

### Organisation og opgaver
Propaganda overfor de russiske muslimer, de franske kolonier og det Britiske imperium til fordel for den tyske krigsførelse var den vigtigste opgave for NfO. Dette opgaveområde var delt op i fire dele:
1. Propaganda ved fronterne
2. Propaganda blandt muslimske krigsfanger
3. Propaganda i Ententens kolonier
4. Propaganda i Tyskland og lande i forbund hermed

NfO havde imidlertid hverken status som privat virksomhed eller offentlig institution. Dens hemmelige samarbejde med udenrigsministeriet og generalstaben gav den imidlertid en halvoffentlig karakter. Organisatorisk mindede den om et universitetsfakultet: Udover ledelsen var der et kontor og presseafdeling. Herudover var der seks afdelinger som behandlede juridiske, tyrkiske, persiske, arabiske, indiske og russiske forhold. Hertil kom at redaktionerne af fangeavisen og Der Neue Orient sidestillet med afdelinger. Den samlede organisation var underlagt lederen af NfO, dvs. indledningsvis Max von Oppenheim. For at komme tættere på den muslimske befolkning og lette arbejdet var der i de enkelte afdelinger ansat personale med de respektive sprog som modersmål.
En af de første handlinger, som NfO gennemførte var at danne komiteer af de orientalere, som ved krigens begyndelse befandt sig i Berlin. Disse udviklede sig til organisationer for folkeslagene i Nærøsten. Således opstod der "Indian Independance Committee", "Persische Komitee in Berlin" og "Komitee für die Unabhängigkeit Georgiens". Disse organisationer var i stadig kontakt med NfO. Oppenheim oprettede desuden en georgisk og en tatarisk stipendiefond under den tysk-georgiske forening samt en tysk-persisk forening.
NfO havde forskellige underorganisationer herunder den såkaldte "Nyhedssal-Organisation" i den tyske ambassade i Istanbul, som udgjorde NfO's repræsentation i det Osmanniske Rige. I løbet af krigen blev der etableret talrige nyhedssale og kontaktkontorer for NfO i hele regionen, f.eks. i Tiflis, Mosul, Damaskus og Jerusalem. Den tyske ambassade var ansvarlig for koordinationen mellem Berlin og kontorerne i Orienten. Således fandt meddelelser på mange sprog fra den tyske generalstab vej til langt ind i Nærorienten. Til udbredelse af propagandaskrifter rådede NfO over et distributionskontor i Zürich og stod i tæt forbindelse med enkelte boghandlere i Lausanne, Amsterdam, Den Haag og Stockholm. På denne måde skulle tysk krigspropaganda også få opmærksomhed i neutrale lande.
Udover den egentlige propaganda aktivitet havde NfO også andre opgaver. Således var pleje af personlige kontakter til orientalske kredse i Tyskland, den osmanniske regering og det neutrale udland af stor betydning. Desuden blev der etableret et avisarkiv vedrørende Orienten i Berlin, som frem for alt stod til rådighed for udenrigsministeriet og kunne give oplysninger til offentlige instanser. Til dette formål fulgte NfO med i den orientale, europæiske og amerikanske presse og lavede periodiske oversigter over den russiske, tatariske, kaukasiske, tyrkiske, persiske og indiske presse. Disse oversigter lettede arbejdet for det tyske diplomati og generalstaben. NfO var desuden ansvarlig for censur af publikationer, film og endda breve til udenrigsministeriet og generalstaben fra Orienten. Ligeledes blev breve fra muslimske krigsfanger underlagt censur. I øvrigt udøvede NfO indflydelse på den tyske presse for at få denne til at benytte et "velovervejet ordvalg" i forhold til islam og det osmanniske rige.

### Personelle Struktur
NfO bestod i begyndelsen af personer, som allerede længe havde været i forbindelse med Oppenheim. De arbejdede så vidt muligt på kollegial basis frivilligt og til dels ulønnet. Jo længere krigen varede jo stærkere blev NfO institutionaliseret. I 1915 var der 15 tyske og 20 orientske medarbejdere beskæftiget på NfOt. Desuden var der 11 lejlighedsvise oversættere og 11 andre ansatte. I 1918 var det samlede personale på 59 personer, inklusiv nogle kontormedhjælpere og bude. De tyske medarbejdere var overvejende orientalister, diplomater eller journalister.

#### Ledere
| Periode                      | Leder af NfO                                    |
| ---------------------------- | ----------------------------------------------- |
| November 1914 – marts 1915   | Max von Oppenheim (1860–1946)                   |
| Marts 1915 – februar 1916    | Karl Emil Schabinger von Schowingen (1877–1967) |
| Februar 1916 – november 1918 | Eugen Mittwoch (1876–1942)                      |

I marts 1915 blev Max von Oppenheim, initiativtager og grundlæggeren af NfO, udsendt til den tyske ambassade i Istanbul. Derfor udnævnte han sin medarbejder Karl Emil Schabinger Freiherr von Schowingen til sin stedfortræder på ubestemt tid. Schabinger var diplomat og jurist. Han havde allerede i studietiden udviklet en stor interesse for Orienten og havde lært persisk og tyrkisk af Martin Hartmann. Indtil grundlæggelsen af NfO havde Schabinger været tolk ved det kejserlige gesandtskab i Tanger (Marokko). Ved overtagelsen af ledelsen af NfO fik kan tildelt titel af Konsul. Schabinger blev på posten indtil den 22. februar 1916 hvor han blev udsendt af udenrigsministeriet til det tyske generalkonsulat i Jerusalem. Hans efterfølger blev Eugen Mittwoch. Mittwoch blev ikke halvofficielt udpeget af von Oppenheim selv, men fik opgaven af udenrigsministeriet. Mittwoch var professor i islamvidenskab og ledede NfO indtil det blev opløst ved krigens slutning.

#### Tyske medarbejdere
Blandt de tyske medarbejdere var de indflydelsesrige orientalister Martin Hartmann, Helmuth von Glasenapp og Willy Spatz. Martin Hartmann underviste siden 1887 i arabisk på de orientalske seminar i Berlin og arbejde de medstifter af "Deutschen Gesellschaft für Islamkunde" for anerkendelse af islamkundskab som selvstændigt videnskabeligt område. Selskabet udgav tidsskriftet Welt des Islams. Da han blev inddraget i NfO havde han ansat sin tidligere student Karl Emil Schabinger von Schowingen. Blandt de andre medarbejdere var den oprindeligt schweiziske journalist Max Rudolf Kaufmann (fra 1952 leder i Bonn Leiter af orientafdelingen af Inter Nationes), som have kontakter til pressen i Tyskland og de neutrale lande foruden Nahum Goldmann, den senere præsident for Den jødiske Verdenskongres, der dengang arbejdede som forfatter af tyske propagandaskrifter. Kaufmanns far drev en dækvirksomhed i Zürich, "Orientverlag", som distribuerede propagandamateriale fra NfO ud af det neutrale Schweiz.
Den unge orientalist Helmuth von Glasenapp havde meldt sig som frivillig til krigstjeneste ved krigens udbrud, men måtte vende tilbage fra fronten nogle få uger senere efter at være blevet såret. Da han ønskede at udføre en krigsvigtig indsats, henvendte han sig til sin fars (Otto Georg Bogislaf von Glasenapp) personlige bekendt, den liberale viceminister i koloniministeriet Wilhelm Solf. Solf henviste den unge Glasenapp til Max von Oppenheim, som på dette tidspunkt grundlagde NfO. På grund af hans kendskab til Indologi ansatte Oppenheim ham. I NfO havde Glasenapp ansvar for distribution af propaganda i Britisk Indien og havde gode forbindelser til den Indiske Nationalkongres. Samtidig hørte de orientalske krigsfanger til hans opgaveområde: således skrev han de tyske tekster til fangeavisen.
En forbindelse mellem de tyske medarbejdere i NfO var der gennem Seminar für Orientalische Sprachen i Berlin. Denne velrenommerede akademiske institution frembragte mange betydelige orientalister og sørgede for en sprogundervisning over gennemsnittet for talrige tyske diplomater og koloniembedsmænd. Seminaret havde en særstilling indenfor uddannelsessystemet og blev drevet af kejserriget i samarbejde med kongeriget Preussen. Pengene til at drive seminaret kom fra udenrigsministeriet. Seminaret blev en kadreskole for det tyske diplomati i det osmanniske rige og var således af overordentlig stor betydning for NfO.

#### Orientalske medarbejdere
De omkring 20 orientalske medarbejdere ved NfO forsøgte gennem en henvendelse til det tyske rige, som havde en betydelig prestige i området, at fremme deres egne interesser: Det betød en linedans mellem patriotisme og uafhængighedsbestræbelser på den ene side og kollaboration på den anden. Ledelsen af NfO var derfor til stadighed mistroisk og overvågede medarbejdergruppens handlinger meget nøje. NfO forsøgte på sin side på forskellige vis at hverve muslimske medarbejdere. Nogle blev anbefalet fra osmannisk side, andre af grupper af orientalere i eksil bl.a. i Schweiz.
Blandt orientalerne som arbejde sammen med NfO var tuneseren Şālih aš-Šarīf at-Tūnisī (1866–1920). Han stammede fra en traditionsrig familie af skriftkloge og havde siden 1889 været professor ved Zitounauniversitetet i Tunis. I 1906 gik han efter den franske besættelse af Tunesien i eksil. Han flyttede først til Istanbul og senere til Damaskus. I denne periode knyttede han kontakter til vigtige personligheder i det osmanniske rige, såsom Ismail Enver. Denne formidlede gennem den tyske ambassadør Hans von Wangenheim kontakten til NfO i Berlin. Sammen med Karl Emil Schabinger von Schowingen rejste han som propagandist rundt på Vestfronten, hvor man forsøgte at få muslimske soldater i fransk tjeneste til at desertere. Senere var Şālih aš-Šarīf at-Tūnisī ansvarlig for den tyske propaganda i den såkaldte Weinberglager for muslimske krigsfanger i Zossen.
Den tyske krigsfangelejr var det vigtigste indsatsområde for de orientalske medarbejdere. Der udspredte de f.eks. som imamer propaganda fra NfO. Udover "Weinberglager" i Zossen, hvor denne opgave overvejende blev udført af tatarer, lå der Halbmondlager i Wünsdorfmed over 30.000 muslimske fanger. Der arbejdede den algierske premierløjtnant Rabah Būkabūya for tyskerne. Han var deserteret og optrådte under pseudonymet El Hadj Abdallah som prædikant og forfatter af propagandistiske brochurer. En anden vigtig orientalsk medarbejder i NfO var Abd al-Azīz Šāwīš (1876–1929). Efter sin uddannelse på Al-Azhar-universitetet i Kairo var han blevet udgiver af tidsskriftetal-Liwa’, fællesorganet for den egyptiske uafhængighedsbevægelse, og derfor flere gange blevet taget til fange af briterne. Fra 1916 udgav han i Berlin tidsskriftet Die islamische Welt for NfO.

## Propaganda fra NfO

### Propagandamidler
Propagandaen fra NfO bestod af flyveblade, opråb, krigsberetninger, tidsskrifter og aviser, bøger, brochurer, billedbøger og endda film. Frem til udgangen af 1915 havde NfO udgivet 386 forskellige publikationer på i alt 20 sprog. Valget af propagandamidler var altid styret af de forskellige indsatsområder. Den største andel bestod af flyveblade, som i stort tal blev udkastet fra fly over de fjendtlige stillinger, hvor man antog at der var muslimske soldater. Målgruppen var frem for alt nordafrikanere i den franske hær (Zuaver og Turkos), indere i British Army foruden georgiere og centralasiater i den kejserlige russiske hær. Tysk propaganda i den allierede osmanniske hær var derimod strengt forbudt.
Brochurer og bøger skulle først og fremmest påvirke den offentlige mening i de neutrale lande. Den største sammenhængende udgivelse var en oversættelse af en omfangsrig krigskronologi. Fra 1916 blev der udgivet en orientudgave af billedværket Der große Krieg in Bildern på arabisk, tyrkisk, persisk og urdu. Således var ikke alle udgivelser skrevet af medarbejdere i NfO. Mange tekster er uden forfatterangivelse eller stammede fra muslimske lærde og blev blot afprøvet af NfO med hensyn til om de kunne bruges i propagandaøjemed og derefter offentliggjort.
Påvirkningen af pressen var en vigtig side af propaganda aktiviteten. Af denne grund deltog Max von Oppenheim i 1916 i grundlæggelsen af en arabisksproget tysk-venlig avis med navnet Al Šark i Damaskus. Fra dette år blev der i Berlin udgivet den persiske avis Kaweh i samarbejde med med NfO. Endelig udgav NfO to egne officielle organer: Korrespondenzblatt og tidsskriftet Der Neue Orient.

## Udgivelser
- Der Neue Orient, tidsskrift
- Al-Dschihad, tidsskrift

## Eksterne kilder
- Glasenapp-Stiftung
- Wolfgang G. Schwanitz: Dschihad made in Germany. Wie Max von Oppenheim versuchte, den „Heiligen Krieg“ für die Ziele des deutschen Imperialismus einzuspannen. I: junge Welt, 30. marts 2004
- Wolfgang G. Schwanitz: Die Berliner Djihadisierung des Islam. Wie Max von Oppenheim die islamische Revolution schürte. Arkiveret 14. oktober 2013 hos  Wayback Machine (PDF; 106 kB) Konrad-Adenauer-Stiftung, Auslandsinformation 10/2004, (især S. 8ff.)
- Peter Heine: Die „Nachrichtenstelle für den Orient“ und die deutsche Öffentlichkeit (PDF; 69 kB)